# Крейдтнер, Густав Александрович
Густав Александрович Крейдтнер (9 апреля 1869 — 1919) — российский и советский военный деятель, генерал-майор, георгиевский кавалер.
Родился в г. Ковно Ковенской губернии. Евангелическо-лютеранского вероисповедания. Образование получил в Ковенской классической гимназии. В службу вступил 10.08.1889. Окончил Виленское пехотное юнкерское училище. 1892 года выпуска по 1-му разряду в 1-й Ковенский крепостный батальон. Подпоручик (ст. 01.09.1892) в 178-м пехотном Венденском полку. Поручик (ст. 01.09.189?). В 1899 году — поручик того же 178-го пехотного Венденского полка в Либаве. Окончил Николаевскую академию генерального штаба (2 кл. по 2-му разряду). Штабс-капитан (ст. 01.09.1900). Капитан (ст. 01.09.1914). Командовал ротой 5 лет и 14 дней. Подполковник (ст. 26.02.1912). На 01.01.1909 г. и в 05.1913 г. — в 178-м пехотном Венденском полку (в 1910 году передислоцирован из Либавы в Пензу). Полковник (ст. 29.08.1912). Участник мировой войны. Командир 178-го пехотного Венденского полка (с 22.12.1915). Генерал-майор (пр. 27.08.1917). Командующий бригадой 45-й пехотной дивизии. В 1917 году вернулся в Пензу. Вступил в РККА. Был одним из организаторов и первым заведующим Пензенских советских пулеметных курсов (открыты 17.12.1918). Погиб в бою с ВСЮР.
Отец композитора Г. Г. Крейтнера (1903—1958).
Награды: ордена Святого Станислава 3-й ст. (1907), Святой Анны 3-й ст. (09.03.1912), Георгиевское оружие (ВП от 13.10.1916).